# Remstal-Viadukt
Das Remstal-Viadukt ist eine das Remstal überspannende Eisenbahnbrücke nahe dem Waiblinger Ortsteil Neustadt.

## Technische Ausstattung
Über das 240 m lange und 42 m hohe Viadukt mit Stahl-Vollwandträgern auf drei Pfeilern aus rotem Calwer Sandstein quert die heute zweigleisige und elektrifizierte Bahnstrecke Waiblingen–Schwäbisch Hall-Hessental zwischen Kleinhegnach und Neustadt den Unterlauf des Flusses und sein Muschelkalktal.
Das Bauwerk nimmt zwei Gleise auf, die mit 100 km/h befahren werden dürfen. Die Trasse verläuft im Grundriss weitgehend gerade und geht im nördlichen Teil des Bauwerks in einen Rechtsbogen über.

## Geschichte
Zur Zeit der Industrialisierung sollten die Stadt Backnang und weiter nordöstlich von Stuttgart liegende Orte Württembergs an das Schienennetz angebunden werden. Die Königlich Württembergischen Staats-Eisenbahnen entschieden sich für eine Streckenführung über Waiblingen und Winnenden. Diese Trasse machte eine Überquerung der Rems notwendig, weswegen 1871 die Planung des Viadukts begann.
Die Brücke wurde 1875 bis 1876 vom Unternehmen des Ingenieurs Ferdinand Decker erbaut. Am 26. Oktober 1876 wurde die Eröffnung der Bahnstrecke bis Backnang gefeiert.
1922 wurde die Brücke wegen ihrer Belastung durch den stark zugenommenen Schienenverkehr um vier Unterzüge zwischen den Pfeilern und Widerlagern auf beiden Seiten des Tals erweitert.
Die Wehrmacht sprengte den Abschnitt zwischen dem ersten und dem zweiten Pfeiler auf Kleinhegnacher Seite am 21. April 1945, wenige Tage vor Kriegsende.
Das Viadukt wurde mit Behelfs-Gitterpfeiler und einer Hilfs-Brücke repariert, woraufhin der Zugverkehr am 10. August 1946 wiederaufgenommen wurde. 1955 wurde das Viadukt dann wieder in den Zustand vor der Zerstörung gebracht.
Geänderte Verkehrsplanungen mit erhöhtem Güterverkehrsaufkommen und erhöhten Pendlerzahlen erforderten eine Elektrifizierung und einen zweigleisigen Ausbau der Strecke. Die dafür notwendigen Bauarbeiten begannen 1962. Zur Ausführung kam eine sogenannte Deckblechkonstruktion (ca. 1250 Tonnen schwer) auf den bisherigen, angepassten Pfeilern. Auf Hilfspfeilern wurde das neue Viadukt montiert. Am 12. Juni 1965 wurde das alte Viadukt von den Pfeilern geschoben und das neue auf sie. Die 240 m langen Brückenkonstruktionen wurden dabei mit vier Öldruckpressen auf Verschubbahnen um 6,85 m seitwärts versetzt. Die 3 m niedrigere alte Fachwerkkonstruktion wurde verschrottet. Der zweigleisige Zugverkehr wurde am 26. September 1965 aufgenommen.
Seit 1981 verkehrt die S3 der S-Bahn Stuttgart über das Viadukt.

Remstal-Viadukt
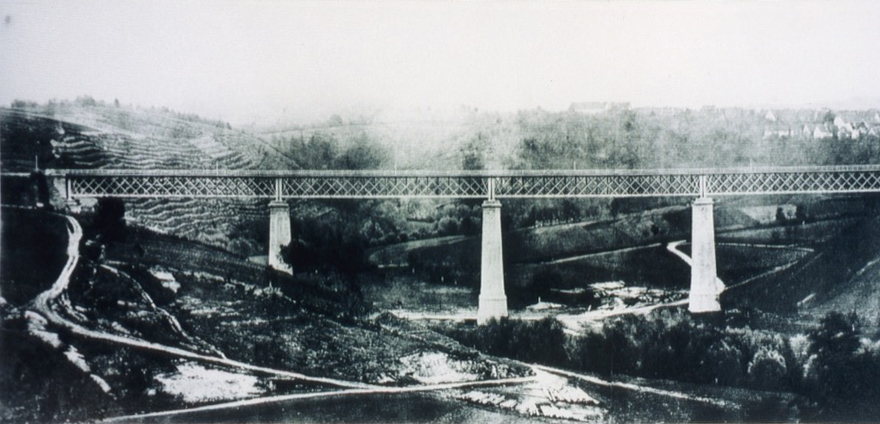
Viadukt nach Eröffnung 1876
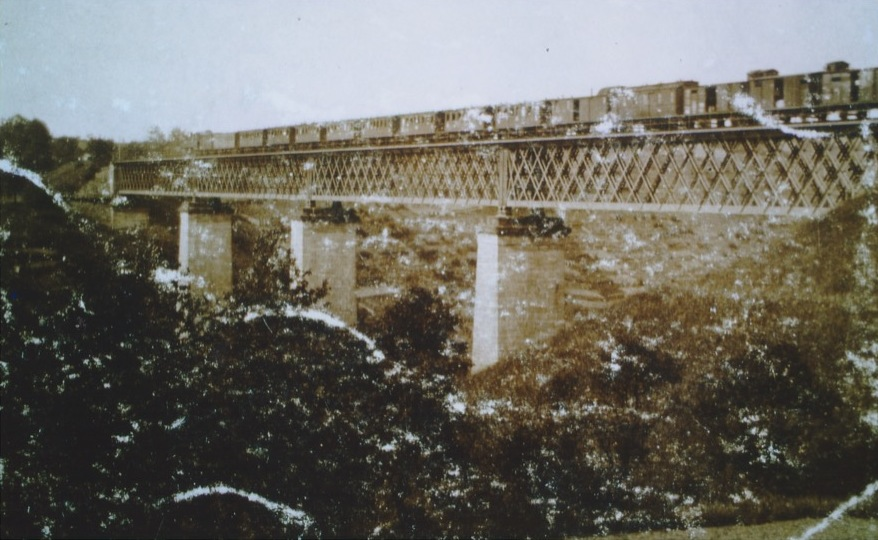
Befahrenes Viadukt 1876
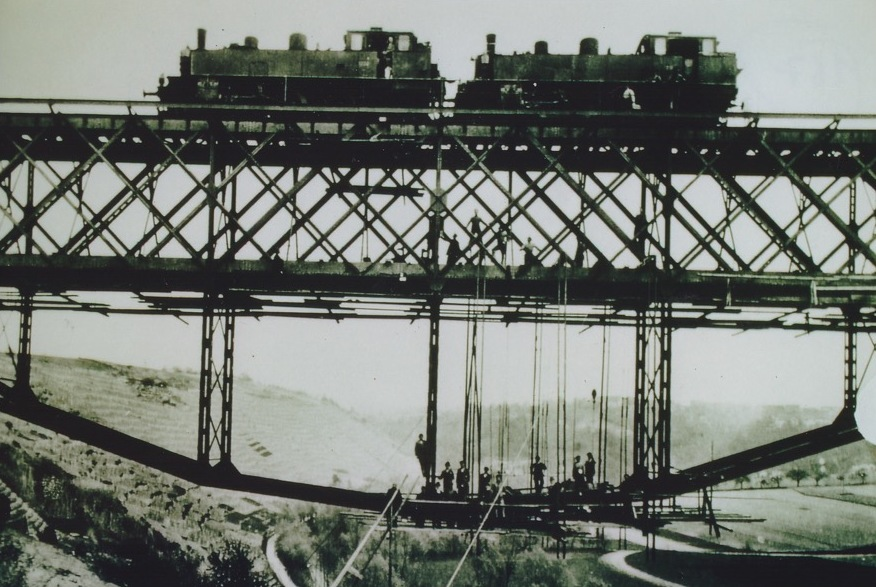
Belastungsprobe 1922
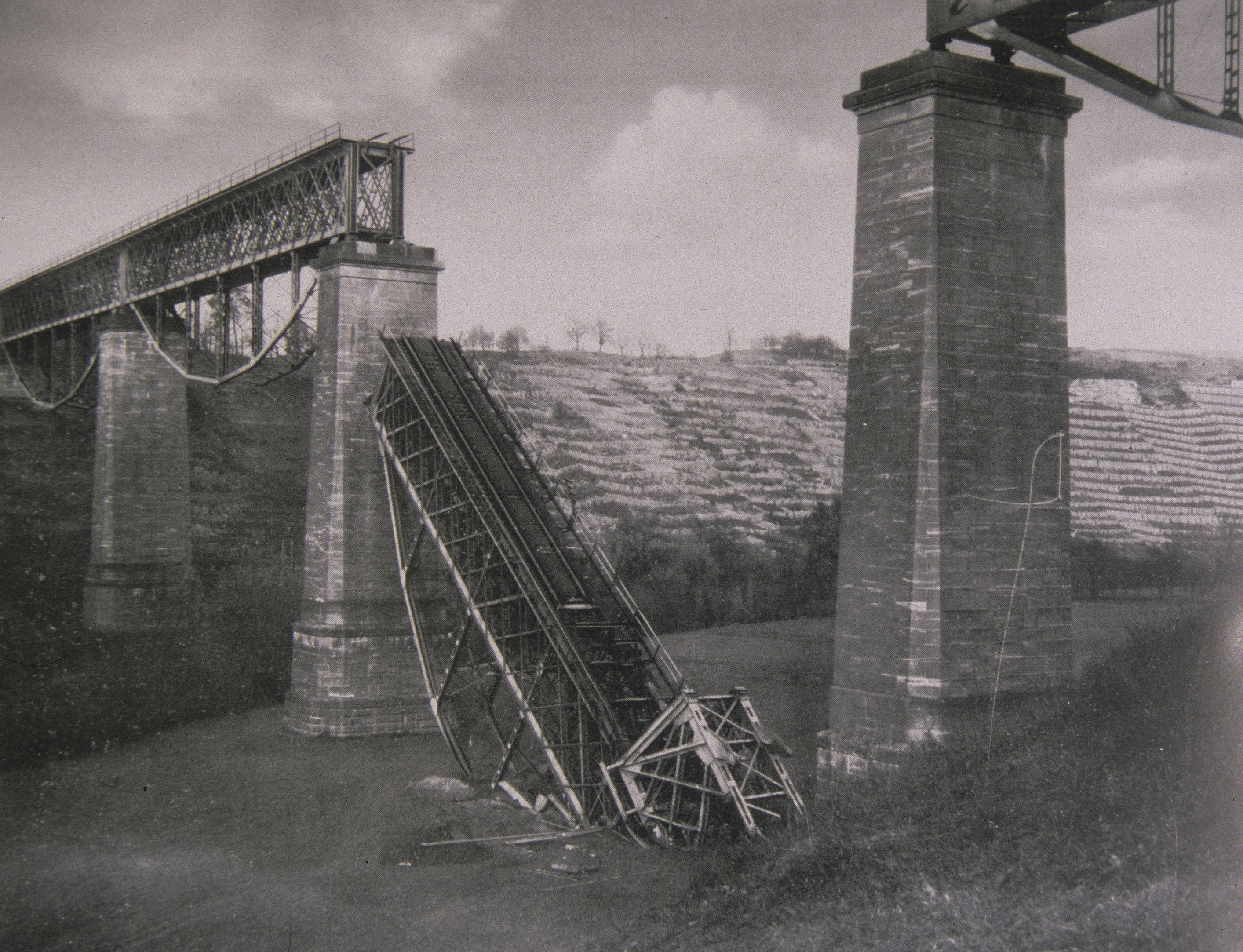
Gesprengtes Viadukt 1945
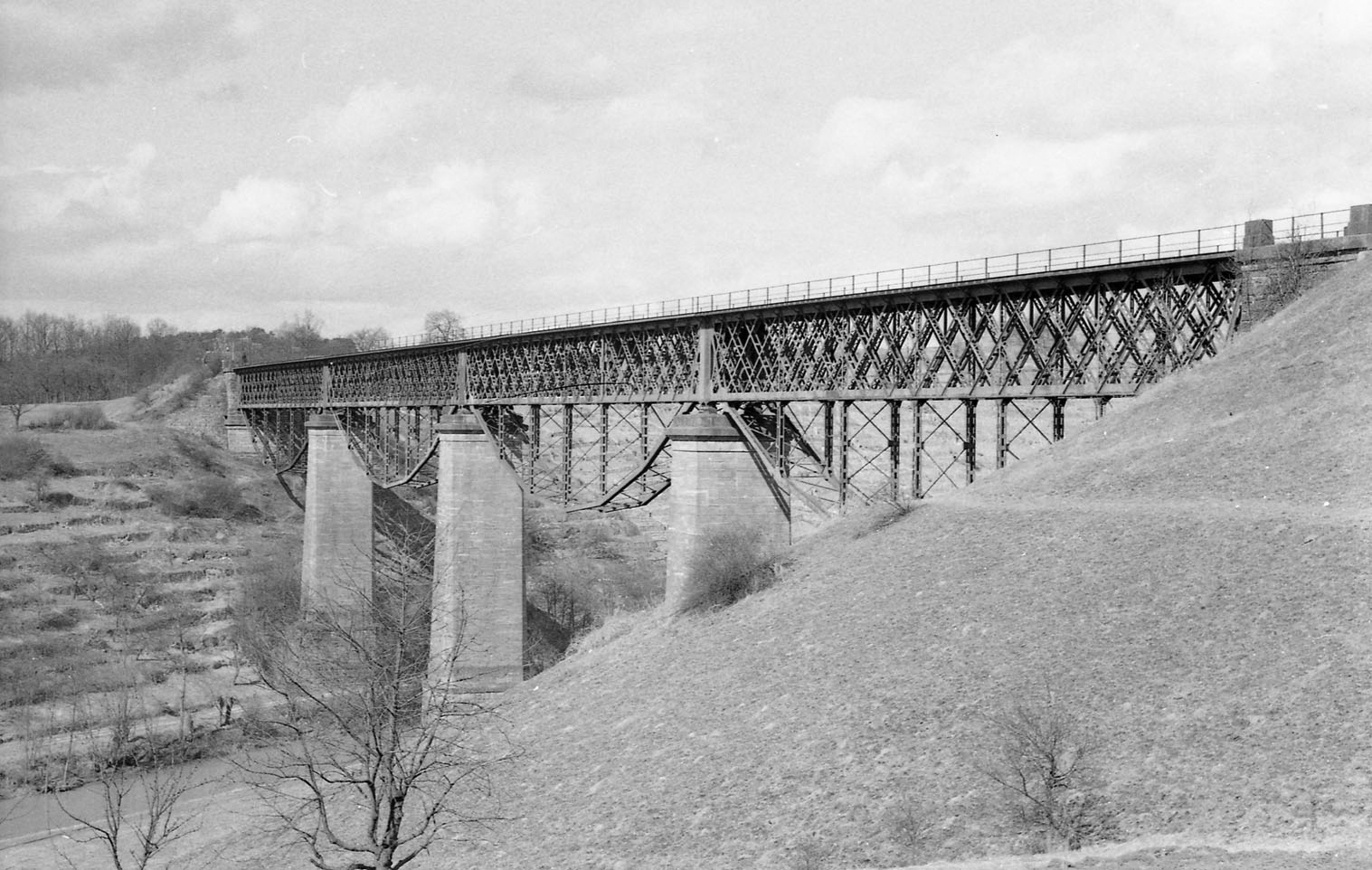
Viadukt 1962
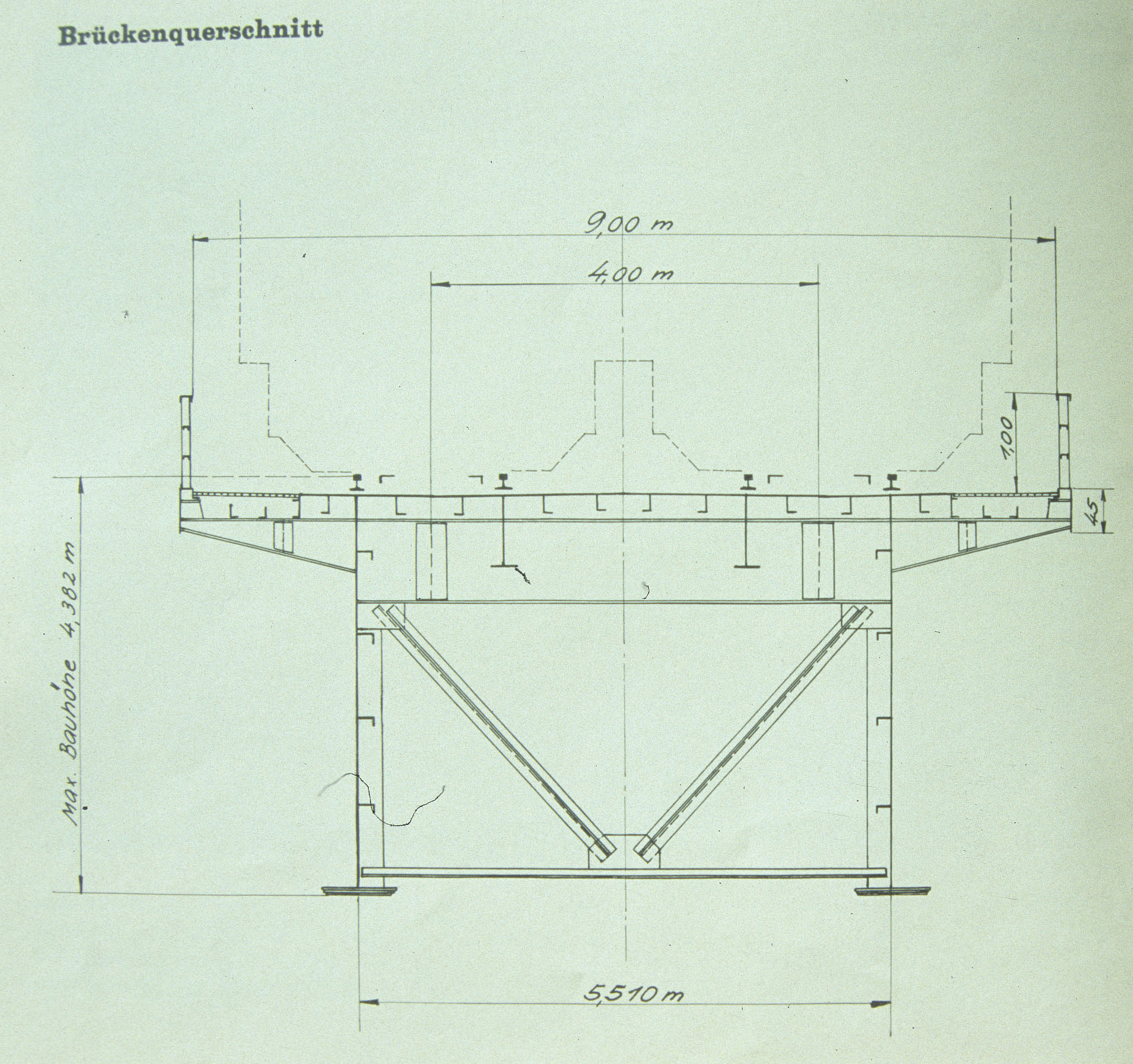
Zeichnung des Brückenquerschnitts
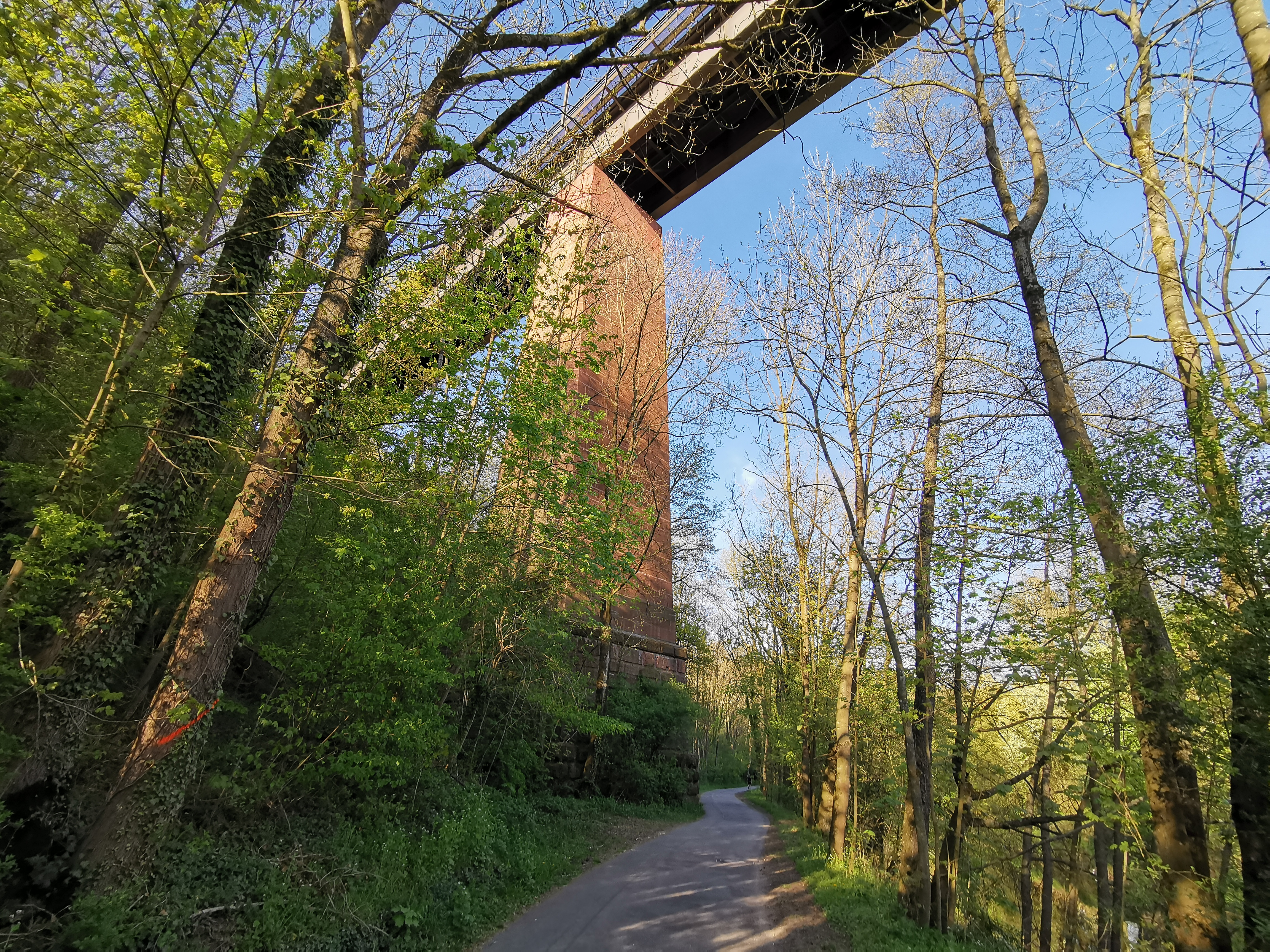
Pfeiler von unten
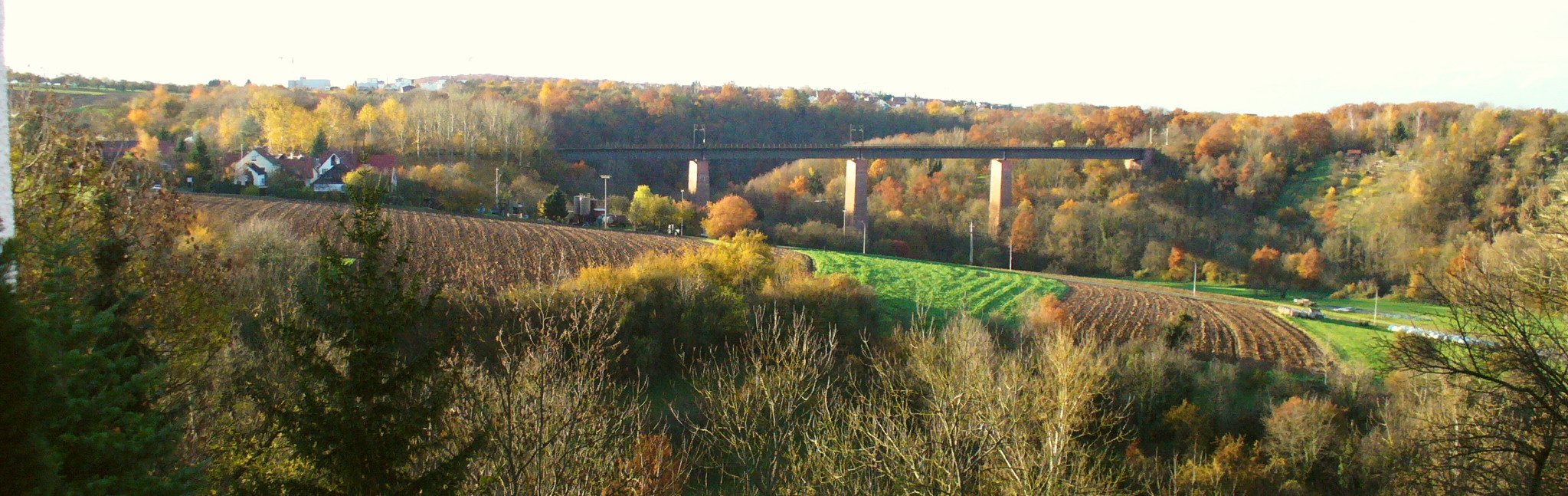
Viadukt von Weitem

## Besonderheiten
Das Viadukt überquert das Naturschutzgebiet Unteres Remstal.